# 釈明
| ウィキペディアには「釈明」という見出しの百科事典記事はありません（タイトルに「釈明」を含むページの一覧/「釈明」で始まるページの一覧）。 代わりにウィクショナリーのページ「釈明」が役に立つかもしれません。 |